# Suthi Khlongrua
Suthi Khlongrua (sinh ngày 21 tháng 9 năm 1978) là một vận động viên quần vợt xe lăn chuyên nghiệp Thái Lan.

## Sự nghiệp
Anh có thứ hạng cao nhất ở đơn là vị trí số 38 vào ngày 24 tháng 7 năm 2017, đôi là vị trí số 36 vào ngày 11 tháng 6 năm 2007.
Khlongrua đã từng giành được huy chương đồng tại Đại hội Thể thao Người khuyết tật châu Á 2010 sau khi đánh bại đôi Trung Quốc là Xiaomin và Zujun trong hai set đấu là 6-1, 6-4. Anh cũng đoạt huy chương vàng cho đoàn thể thao khuyết tật Thái Lan tại Đại hội Thể thao Người khuyết tật Đông Nam Á 2017 ở nội dung đôi nam cùng với Wittaya Peemee, anh cũng giành được huy chương bạc ở nội dung đơn nam.
Khlongrua cũng một là vận động viên quần vợt xe lăn Thái Lan tại Thế vận hội Mùa hè dành cho Người khuyết tật. Ở nội dung đơn nam, anh bị loại ở vòng 1 vào các kỳ 2008, 2012, 2016. Còn ở nội dung đôi nam, anh cũng chỉ có tiến vào vòng 2 vào năm 2008 và 2012.